# 잠수함 스노클

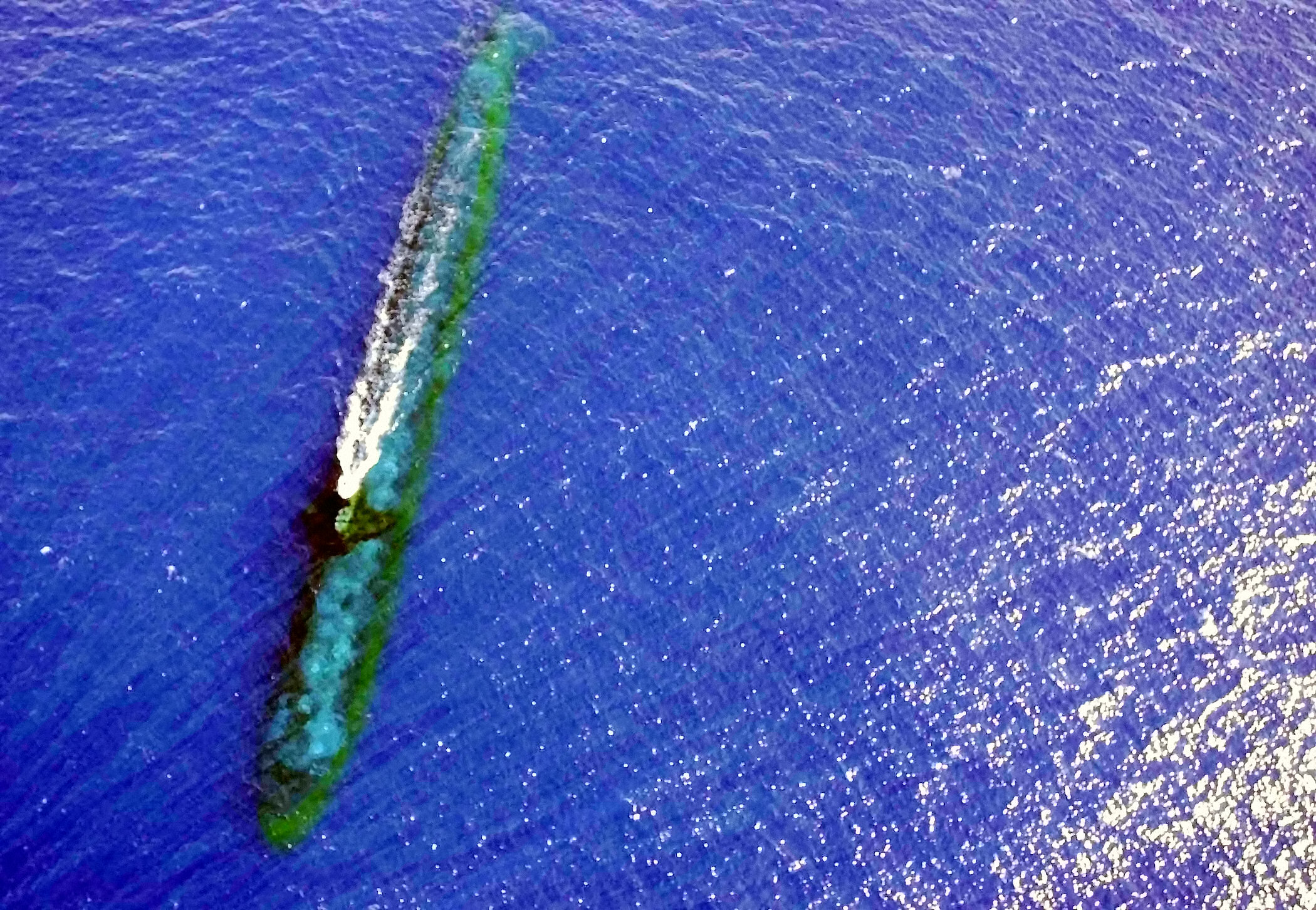
잠망경 깊이로 잠함중인 미국 핵잠수함

잠수함 스노클(Submarine snorkel)은 잠항(潛航) 중인 잠수함의 디젤기관을 운전하기 위해서 흡입관과 배기관을 해상에 내밀어, 해상의 공기를 빨아들이고 배기가스를 밖으로 내보내는 장치이다.

## 역사
잠수부들은 스노클(snorkel)을 사용해 호흡한다. 잠수함도 사람처럼 스노클을 사용해 디젤 엔진의 연소에 필요한 산소를 들이마신다.

## 제한
디젤 잠수함은 수중에서 4.5 km 이동하고는 스노클을 사용해 산소를 흡입해야 한다. 1940년, 영국 군함의 Type 271 해상 탐색 레이더는 수면으로 부상한 독일 유보트를 4.8 km 거리에서 포착하며, 유보트의 잠망경을 820 m 거리에서 탐지했다.